# Santa Isabel (La Pampa)
Santa Isabel es una localidad argentina, cabecera del departamento Chalileo, provincia de La Pampa; se encuentra a 980 km aproximadamente de Buenos Aires y a 300 km de la capital provincial Santa Rosa.

## Población
Contó con 2,526 habitantes (Indec, 2010), lo que representó un incremento del 33% frente a los 1,895 habitantes (Indec, 2001) del censo anterior.
El censo nacional 2022 arrojó 2864 habitantes y 1223 viviendas.
| Gráfica de evolución demográfica de Santa Isabel entre 1991 y 2022 |
|                                                                    |
| Fuente: Censos nacionales del INDEC                                |

## Toponimia
Su nombre le fue puesto por la virgen Santa Isabel de Hungría.

## Clima
El clima en esta localidad pampeana se presenta al igual que en resto de la provincia con veranos cálidos e inviernos fríos. La temperatura media anual en la localidad de Santa Isabel se sitúa en 15.8 °C y la temperatura mínima media en 7.2 °C. La temperatura mínima absoluta registrada es de -14.4 °C (Periodo 1951 -1985), en tanto que la máxima absoluta es de 42.4 °C. correspondiente al mes de enero.
| Parámetros climáticos promedio de Santa Isabel (La Pampa) - Normales : 1951-1985 - Extremos : 1951-1985                              | Parámetros climáticos promedio de Santa Isabel (La Pampa) - Normales : 1951-1985 - Extremos : 1951-1985 | Parámetros climáticos promedio de Santa Isabel (La Pampa) - Normales : 1951-1985 - Extremos : 1951-1985 | Parámetros climáticos promedio de Santa Isabel (La Pampa) - Normales : 1951-1985 - Extremos : 1951-1985 | Parámetros climáticos promedio de Santa Isabel (La Pampa) - Normales : 1951-1985 - Extremos : 1951-1985 | Parámetros climáticos promedio de Santa Isabel (La Pampa) - Normales : 1951-1985 - Extremos : 1951-1985 | Parámetros climáticos promedio de Santa Isabel (La Pampa) - Normales : 1951-1985 - Extremos : 1951-1985 | Parámetros climáticos promedio de Santa Isabel (La Pampa) - Normales : 1951-1985 - Extremos : 1951-1985 | Parámetros climáticos promedio de Santa Isabel (La Pampa) - Normales : 1951-1985 - Extremos : 1951-1985 | Parámetros climáticos promedio de Santa Isabel (La Pampa) - Normales : 1951-1985 - Extremos : 1951-1985 | Parámetros climáticos promedio de Santa Isabel (La Pampa) - Normales : 1951-1985 - Extremos : 1951-1985 | Parámetros climáticos promedio de Santa Isabel (La Pampa) - Normales : 1951-1985 - Extremos : 1951-1985 | Parámetros climáticos promedio de Santa Isabel (La Pampa) - Normales : 1951-1985 - Extremos : 1951-1985 | Parámetros climáticos promedio de Santa Isabel (La Pampa) - Normales : 1951-1985 - Extremos : 1951-1985 |
| Mes | Ene. | Feb. | Mar. | Abr. | May. | Jun. | Jul. | Ago. | Sep. | Oct. | Nov. | Dic. | Anual                                                                                                   |
| --- | --- | --- | --- | --- | --- | --- | --- | --- | --- | --- | --- | --- | --- |
| Temp. máx. abs. (°C) | 42.4 | 40.3 | 38.9 | 33.0 | 30.5 | 26.8 | 28.0 | 30.1 | 33.2 | 39.4 | 39.2 | 42.3 | 42.4 |
| Temp. máx. media (°C) | 32.8 | 31.3 | 29.0 | 23.0 | 19.8 | 14.6 | 15.6 | 18.5 | 21.8 | 24.4 | 29.0 | 31.7 | 24.3 |
| Temp. media (°C) | 24.2 | 22.8 | 20.6 | 15.0 | 11.4 | 7.0 | 7.9 | 9.2 | 13.0 | 15.9 | 20.2 | 23.2 | 15.9 |
| Temp. mín. media (°C) | 14.8 | 13.6 | 11.8 | 7.2 | 3.4 | -0.2 | 0.6 | 1.0 | 2.3 | 7.1 | 10.4 | 13.4 | 7.2 |
| Temp. mín. abs. (°C) | 3.4 | 0.4 | 0.6 | -4.6 | -8.6 | -11.4                                                                                                   | -14.4                                                                                                   | -11.3                                                                                                   | -10.1                                                                                                   | -4.1 | -1.1 | 1.3 | -14.4                                                                                                   |
| Fuente: *Secretaría de Minería: estación meteorológica SMN de Santa Isabel (La Pampa) - Datos período 1951-1985</ promedio 1951-1985 | | | | | | | | | | | | | |

## Accesos
- Ruta nacional 143 y ruta provincial 10.
- Ruta Nacional 151.

## Frigorífico de carnes silvestres
El frigorífico de Santa Isabel es una empresa pública-privada, creada para beneficiar al productor pampeano, tiene como principal función canalizar todo lo que es ovinos, caprinos, ciervos de control de caza y llamas, mediante la compra por parte del mismo frigorífico o a través de usuarios, a distintos productores con fines de comercialización en el mercado nacional e internacional. 